# Garaballa
Garaballa ist ein Ort und eine zentralspanische Gemeinde (municipio) mit 61 Einwohnern (Stand: 2024) im Norden der Provinz Cuenca in der Autonomen Region Kastilien-La Mancha. 

## Lage und Klima
Garaballa liegt auf der Westseite des Iberischen Gebirges in einer Höhe von ca. 955 m. Die Provinzhauptstadt Cuenca befindet sich gut 62 Kilometer (Fahrtstrecke) nordwestlich. Das Klima im Winter ist gemäßigt, im Sommer dagegen warm bis heiß. Regen (443 mm/Jahr) fällt das ganze Jahr über.

## Bevölkerungsentwicklung
| Jahr      | 1970 | 1981 | 1991 | 2001 | 2011 | 2021 |
| Einwohner | 362  | 259  | 178  | 151  | 98   | 65   |

## Sehenswürdigkeiten
- Ruine des früheren Klosters
- Reste der Burganlage
- Kloster von Tejeda aus dem 17. Jahrhundert
- Sebastianuskirche

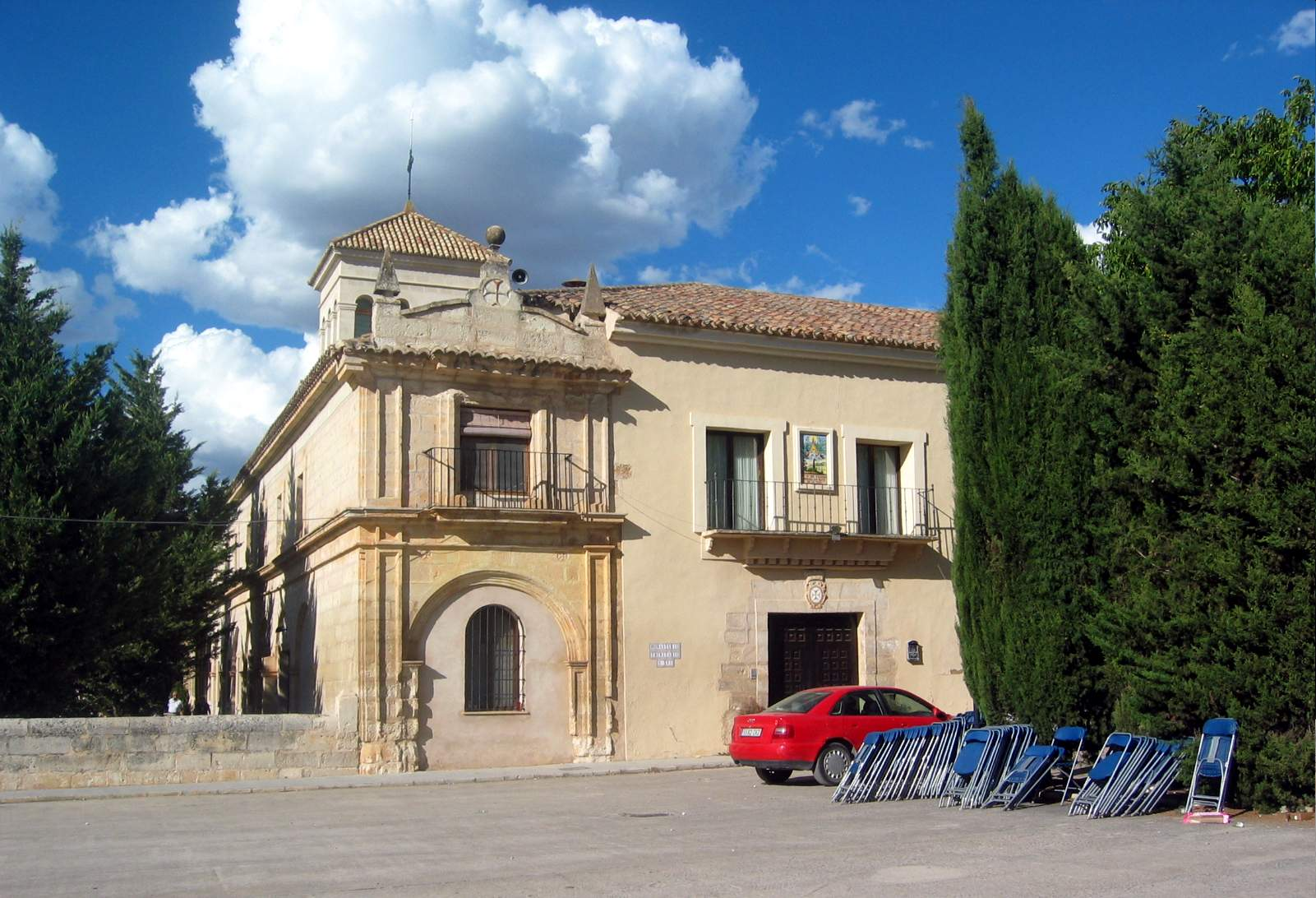
Kloster von Tejeda
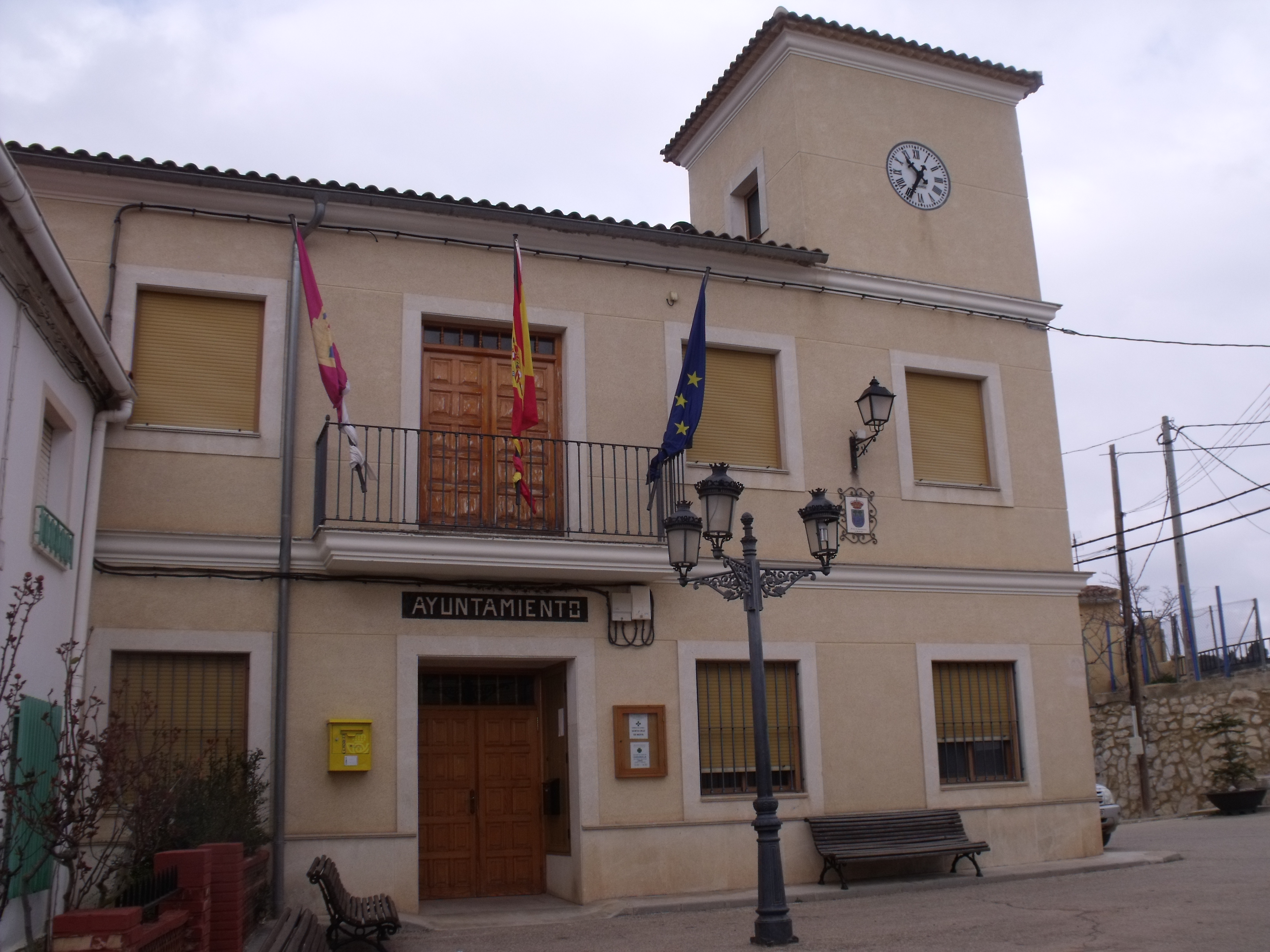
Rathaus